# Elasmoscelis trimaculata
Elasmoscelis trimaculata är en insektsart som beskrevs av Walker 1851. Elasmoscelis trimaculata ingår i släktet Elasmoscelis och familjen Lophopidae. Inga underarter finns listade i Catalogue of Life.